# 측정 기하학
미분기하학에서 측정 기하학(測定幾何學, 영어: calibrated geometry)은 측정 형식(calibration)이 주어진 매끄러운 다양체를 다루는 분야이다.

## 정의
{\displaystyle (M,g)}가 리만 다양체라고 하자. 그 부피 형식이 {\displaystyle \omega ={\sqrt {\det g}}\epsilon ^{\mu \nu \dots }/d!}라고 하자.{\displaystyle M} 위의 측정 형식(測定形式, 영어: calibration)은 다음 두 조건을 만족하는 {\displaystyle M} 위의 {\displaystyle p}차 미분 형식 {\displaystyle \phi }이다.
- (닫힘) {\displaystyle d\phi =0}
- (측정성) 임의의 {\displaystyle x\in M}에 대하여, 모든 유향 {\displaystyle p}차 선형 부분 공간 {\displaystyle V\in T_{x}M}에 대하여 {\displaystyle \phi |_{V}=\lambda \omega |_{V}}이라고 하면 {\displaystyle \lambda \leq 1}이다. 또한, {\displaystyle \lambda =1}인 {\displaystyle V}가 항상 존재한다.

측정 형식을 갖춘 리만 다양체를 측정 다양체(測定多樣體, 영어: calibrated manifold)라고 한다.
{\displaystyle p}차 측정 형식을 갖춘 리만 다양체 {\displaystyle (M,g,\phi )}의 측정 부분 다양체(測定部分多樣體, 영어: calibrated submanifold) {\displaystyle N\subset M}는 다음을 만족하는 {\displaystyle p}차원 부분다양체이다.
- 모든 {\displaystyle x\in N}에 대하여 {\displaystyle \phi |_{T_{x}N}=\omega |_{T_{x}N}}이다.

## 예
- {\displaystyle M}이 켈러 다양체이고, {\displaystyle \omega }가 그 켈러 형식이라고 하자. 이 경우 {\displaystyle \omega ^{n}/n!}은 측정 형식이고, 이에 대한 측정 부분다양체는 복소 부분다양체이다.
- {\displaystyle M}이 복소 {\displaystyle n}차원 칼라비-야우 다양체라고 하고, 정칙 {\displaystyle n}차 복소 미분 형식 {\displaystyle \Omega }가 갖추어져 있다고 하자. 또한, {\displaystyle \Omega \wedge {\bar {\Omega }}}가 부피 형식과 같다고 하자. 이 경우 {\displaystyle \operatorname {Re} \Omega }는 측정 형식이고, 그 부분다양체는 특수 라그랑주 부분 다양체이다.
- {\displaystyle G_{2}} 홀로노미 다양체의 경우에는 3차 형식과 그 호지 쌍대 4차 형식이 측정 형식을 이룬다. 이에 대한 측정 부분다양체는 각각 결합 부분 다양체(結合部分多樣體, 영어: associative submanifold)와 공결합 부분 다양체(共結合部分多樣體, 영어: coassociative submanifold)라고 한다.
- Spin(7) 홀로노미 다양체의 경우 평행 4차 형식(케일리 형식 Cayley form)이 존재한다. 이에 대한 측정 부분 다양체를 케일리 부분 다양체(Cayley部分多樣體, 영어: Cayley submanifold)라고 한다.

## 참고 문헌
- Harvey, Reese; H. Blaine Lawson Jr. (1982년 7월). “Calibrated geometries”. 《Acta Mathematica》 148 (1): 47–157. doi:10.1007/BF02392726. MR 0666108.
- Joyce, Dominic D. (2007). 《Riemannian Holonomy Groups and Calibrated Geometry》. Oxford Graduate Texts in Mathematics. Oxford: Oxford University Press. ISBN 978-0-19-921559-1. MR 2292510.
- Harvey, F. Reese (1990). 《Spinors and calibrations》. Perspectives in Mathematics 9. Boston: Academic Press. ISBN 0-12-329650-1. MR 1045637.
- Morgan, Frank (2009). 《Geometric Measure Theory: A Beginner's Guide》 4판. Elsevier/Academic Press. ISBN 978-0-12-374444-9. MR 2455580.
- Joyce, Dominic (2001). “Lectures on Calabi-Yau and special Lagrangian geometry”. arXiv:math/0108088. Bibcode:2001math......8088J.
- Koerber, Paul (2011년 3월). “Lectures on Generalized Complex Geometry for Physicists”. 《Fortschritte der Physik》 59 (3–4): 169–242. arXiv:1006.1536. Bibcode:2011ForPh..59..169K. doi:10.1002/prop.201000083.
- Lotay, Jason Dean (2005). 《Calibrated submanifolds and the exceptional geometries》 (PDF). 박사 학위 논문. 옥스퍼드 대학교.